# Bob Lanier (Politiker)

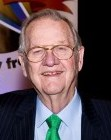
Bob Lanier, 2008

Robert „Bob“ Clayton Lanier (* 10. März 1925; † 20. Dezember 2014 in Houston, Texas) war ein US-amerikanischer Politiker (Demokratische Partei). Von 1992 bis 1997 bekleidete er das Amt des Bürgermeisters von Houston.

## Leben
Lanier wuchs in Baytown, Texas auf. Während des Zweiten Weltkrieges diente er in der United States Navy. Später studierte er an der University of New Mexico und der University of Texas. Anschließend praktizierte er als Rechtsanwalt in Houston in der Anwaltskanzlei Baker & Botts. Nachdem er dort mehr als eine Dekade gearbeitet hatte, wechselte er in das Bankwesen und wurde danach schließlich als Bauträger tätig.
1991 wurde er zum Bürgermeister von Houston gewählt und löste damit die bisherige Amtsinhaberin Kathryn J. Whitmire ab. Er wurde insgesamt zweimal wiedergewählt und trat 1997, aufgrund einer Amtszeitbeschränkung, nicht mehr an. Als Bürgermeister blieb er vor allem für seine Maßnahmen zur Wiederbelebung der Houstoner Innenstadt in Erinnerung. Vor seiner Wahl zum Bürgermeister war er Vorsitzender der Texas Highway Commission gewesen.
1998 benannte das City Council von Houston das „Bob Lanier Public Works Building“ nach ihm.
Lanier war insgesamt dreimal verheiratet. Er hatte fünf Söhne und drei Töchter.